# Hyalyris juninensis
Hyalyris juninensis is een vlinder uit de familie Nymphalidae. De wetenschappelijke naam van de soort is voor het eerst geldig gepubliceerd in 1971 door Richard M. Fox & Herman G. Real.